# Nedre Skörmingsjön
Nedre Skörmingsjön är en sjö i Härjedalens kommun i Härjedalen och ingår i Ljusnans huvudavrinningsområde. Sjön har en area på 0,128 kvadratkilometer och ligger 512 meter över havet. Sjön avvattnas av vattendraget Skörmingan.

## Delavrinningsområde
Nedre Skörmingsjön ingår i det delavrinningsområde (688273-139172) som SMHI kallar för Utloppet av Nedre Skörmingsjön. Medelhöjden är 585 meter över havet och ytan är 7,71 kvadratkilometer. Det finns ett avrinningsområde uppströms, och räknas det in blir den ackumulerade arean 24,63 kvadratkilometer. Skörmingan som avvattnar avrinningsområdet har biflödesordning 3, vilket innebär att vattnet flödar genom totalt 3 vattendrag innan det når havet efter 289 kilometer. Avrinningsområdet består mestadels av skog (83 procent). Avrinningsområdet har 0,2 kvadratkilometer vattenytor vilket ger det en sjöprocent på 2,6 procent.